# Meiko
Meiko es una cantautora indie norteamericana, nacida en Roberta (Georgia) y que actualmente vive en Los Ángeles, California. Lanzó ella misma un álbum bajo su mismo nombre Meiko el 1 de septiembre de 2007. Sin ayuda de una compañía discográfica su álbum consiguió el número 35 en el ranking de iTunes "Top 100 Albums chart". También fue el disco folk número 1 en iTunes a lo largo de un mes y tras nueve meses cerca de 200.000 de sus singles se habían descargado de iTunes. Muchas de sus canciones se han usado en series de televisión en "primetime".
En junio de 2008 Meiko firmó un acuerdo con MySpace Records/DGC, que lanzará su álbum en colaboración con Lucky Ear Music (la discográfica independiente de Meiko). El lanzamiento de Lucky Ear/MySpace/DGC ha sido remasterizado, remezclado e incluye nuevas versiones de favoritos de los fanes así como una canción totalmente nueva titulada "Boys With Girlfriends".
El segundo lanzamiento de la versión digital del álbum fue el 5 de agosto, y alcanzó el número 14 en las listas de los cien mejores álbumes de iTunes. Además volvió a figurar como número 1 en la lista de los mejores álbumes folk de iTunes, y la nueva canción, «Boys With Girlfriends», ha sido el número 1 en el ranking de canciones folk de iTunes.
Meiko actuó en el programa The Bonnie Hunt Show el 8 de septiembre de 2008. Su álbum se lanzó físicamente el 9 de septiembre, y actuó en el programa Late Night with Conan O'Brien el 11 de septiembre.

## Discografía

### Álbumes de estudio
- Meiko (2007, lanzamiento independiente), #28 Billboard Top Heatseekers[1]
- Meiko (2008, Lucky Ear/MySpace Records/DGC), (relanzamiento) #14 Billboard Top Heatseekers[2]
- The Bright Side (2012,Concord Music Group, Inc.) Top Heatseekers[3]
- Dear You (2014,Fantasy Records)
- Moving day (2016, lanzamiento independiente)
- In your dreams (2019, lanzamiento independiente)

### Sencillos
- "X-Mas Song" (2007, lanzamiento independiente)
- "Boys with Girlfriends" (2008, Lucky Ear/MySpace Records/DGC Records)
- "Under My Bed" (2009, Lucky Ear/MySpace Records/DGC Records)
- "All of Me" (2009, Lucky Ear/MySpace Records/DGC Records)